# Maybe You've Been Brainwashed Too
Maybe You've Been Brainwashed Too è l'unico album pubblicato dai New Radicals, negli ultimi mesi del 1998 dalla MCA Records. Dall'album vennero estratti due singoli nel 1999, "You Get What You Give" e "Someday We'll Know".
L'album raggiunse la posizione numero 41 della Billboard 200 e conquistò il disco di platino (1 000 000 di copie vendute) il 14 ottobre 1999 negli Stati Uniti. Nella UK Albums Chart, l'album ha raggiunto la posizione numero 10.

## Tracce
1. "Mother We Just Can't Get Enough" (Gregg Alexander) – 5:45
2. "You Get What You Give" (Alexander, Richard Nowels) – 5:00
3. "I Hope I Didn't Just Give Away The Ending" (Alexander) – 6:40
4. "I Don't Wanna Die Anymore" (Alexander) – 4:15
5. "Jehovah Made This Whole Joint For You" (Alexander) – 4:10
6. "Someday We'll Know" (Alexander, Danielle Brisebois, Debra Holland) – 3:40
7. "Maybe You've Been Brainwashed Too" (Alexander) – 5:20
8. "In Need Of A Miracle" (Alexander) – 3:45
9. "Gotta Stay High" (Alexander) – 3:05
10. "Technicolor Lover" (Alexander) – 3:40
11. "Flowers" (Alexander) – 3:50
12. "Crying Like A Church On Monday" (Alexander) – 5:00